# Marc Bartra
Marc Bartra Aregall (n. 15 ianuarie 1991, Sant Jaume dels Domenys⁠(d), Catalonia, Spania) este un fotbalist spaniol care evoluează pe postul de fundaș central la Real Betis în La Liga. 
Bartra a început junioratul la Espanyol în sezonul 2001-2002, iar în între anii 2002-2009 la FC Barcelona.
Și-a început cariera de profesionist la FC Barcelona în 2010, unde a jucat 103 meciuri și a marcat șase goluri în șapte sezoane, câștigând 13 titluri, inclusiv cinci titluri de La Liga. În 2016, s-a alăturat lui Borussia Dortmund pentru 8 milioane de euro, unde a ridicat DFB-Pokal în primul său sezon. S-a întors în Spania în 2018, jucând în total 146 de meciuri pentru Betis și câștigând Copa del Rey în 2022.
Bartra a câștigat Campionatul European din 2013 cu echipa Spaniei sub 21 de ani. Și-a făcut debutul la seniori în 2013 și a făcut parte din lotul Spaniei de la Euro 2016.

## Legături externe
- profilul oficial - FC Barcelona
- BDFutbol - profilul
- Futbolme - profilul es
- Marc Bartra pe site-ul FIFA (arhivat)
- Transfermarkt - profilul